# Nycteris grandis
Il nitteride maggiore (Nycteris grandis  Peters, 1865) è un pipistrello della famiglia dei Nitteridi diffuso nell'Africa subsahariana.

## Descrizione

### Dimensioni
Pipistrello di medie dimensioni, con la lunghezza totale tra 132 e 169 mm, la lunghezza dell'avambraccio tra 52 e 65 mm, la lunghezza della coda tra 53 e 84 mm, la lunghezza del piede tra 14 e 17 mm, la lunghezza delle orecchie tra 24 e 35 mm e un peso fino a 43 g.

### Aspetto
La pelliccia è lunga, arruffata e lanuginosa. Le parti dorsali variano dal marrone scuro al bruno-rossastro nelle forme delle foreste, bruno-grigiastro al grigio-brunastro scuro in quelle delle savane, mentre le parti ventrali sono leggermente più chiare. Il muso è privo di peli e con un solco longitudinale che termina sulla fronte in una profonda fossa. Le orecchie sono molto lunghe, strette, con l'estremità arrotondata ed unite anteriormente alla base da una sottile membrana cutanea. Il trago è stretto, con il bordo posteriore leggermente convesso e privo di incavo. Le membrane alari sono bruno-nerastre. Gli arti inferiori sono lunghi e sottili, i piedi, le dita e gli artigli sono molto piccoli. La coda è lunga, con l'estremità che termina con una struttura cartilaginea a forma di T ed è inclusa completamente nell'ampio uropatagio.

### Ecolocazione
Emette ultrasuoni sotto forma di impulsi di breve durata, bassa intensità e a frequenza modulata tra 17 e 104 kHz. Sono presenti diverse armoniche. In prossimità del bersaglio gli ultrasuoni diventano meno complessi, con una banda più stretta a frequenza iniziale di 110 e finale di 61 kHz.

## Biologia

### Comportamento
Si rifugia solitariamente, a coppie o in piccoli gruppi nelle cavità di grossi alberi, buche nel terreno e tra le rocce, case abbandonate, cisterne, canali d'irrigazione e miniere.

### Alimentazione
Si nutre di insetti, altri artropodi e piccoli vertebrati come rane, pesci, uccelli e altri pipistrelli, catturati con la tecnica dell'appostamento su un posatoio specifico. Sembra essere altamente dipendente da fonti d'acqua.

### Riproduzione
Femmine gravide sono state catturate a settembre nello Zambia, novembre nel Gabon e dicembre in Liberia, mentre altre che allattavano sono state catturate a marzo, luglio ed agosto. Danno alla luce un piccolo alla volta all'anno.

## Distribuzione e habitat
Questa specie è diffusa nell'Africa subsahariana, in Senegal sud-occidentale, Guinea sud-orientale, Liberia, Sierra Leone, Costa d'Avorio, Ghana, Togo, Benin, Nigeria, Rio Muni, Camerun meridionale, Repubblica Centrafricana sud-occidentale, Gabon, Congo, Repubblica Democratica del Congo, Sudan del Sud, Kenya sud-orientale, Tanzania orientale, isole di Pemba e Zanzibar, Malawi meridionale, Zambia, Zimbabwe settentrionale e Mozambico centrale.
Vive nelle foreste pluviali, di palude, secondarie, costiere, ripariali e nella parte più meridionale dell'areale anche in boschi di miombo e di acacia.

## Conservazione
La IUCN Red List, considerato il vasto areale e la popolazione presumibilmente numerosa, classifica N.grandis come specie a rischio minimo (Least Concern)).